# 小行星2560
小行星2560（2560 Siegma）是一颗围绕太阳公转的小行星。1932年2月14日，卡爾·威廉·萊茵姆特在海德堡发现了此天体。
該小行星以德國天文學家，卡爾·史瓦西天文台台長西格弗里德·A·馬克思（Siegfried A. Marx）命名。
这颗小行星的绝对星等为284.48814等。